# Johann Maria Hildebrandt
Johann Maria Hildebrandt (Düsseldorf, 19 marzo 1847 – Antananarivo, 30 dicembre 1881) è stato un esploratore e botanico tedesco.

## Biografia
Era originario della città tedesca Düsseldorf e proveniente da una famiglia di pittori. Originariamente era un produttore di macchine, però a causa di una perdita di un occhio durante un incidente, si dimise, e si dedicò della botanica, nella quale poi iniziò a lavorare nel 1869 presso l'orto botanico di Berlino. Tra il 1872 e il 1881, Hildebrandt fece diverse spedizioni per il Corno d'Africa e dei Grandi Laghi africani, raccogliendo un gran numero di esemplari botanici e zoologici. Nella quale, scoprì una serie di nuove specie. Tenne numerose conferenze e scrisse le sue varie spedizioni.
Morì durante una spedizione in Madagascar e fu sepolto nel cimitero di Norvegia a Ambatovinaky.

## Pubblicazioni principali
- Die Verbreitung der Coniferen in der Jetztzeit und in Diano früheren geologischen Perioden. 1861. Ed. Verhandlungen Dia naturhistorischen Vereines der preussischen Rheinlande und Westphalens 18: 199–384
- Die Fruchtbildung der Orchideen, ein Beweis für die doppelte Wirkung Dia Pollen. 1863. Ed. Botanische Zeitung 21: 329–33, 337–45
- On the impregnation in orchids Asso a proof of the two different effects of the pollen. 1863. Ed. Annals and Magazine of Naturale History, 3ª essere. 12 Seiten=169–74
- Sperimenti über diano Dimorphismus von Linum perenne und Primula sinensis. 1864. Ed. Botanische Zeitung 22 :1–5
- Sperimenti zur Dichogamie und zum Dimorphismus. 1865 Ed. Botanische Zeitung 23: 1-6, 13-15
- Über die Befruchtung der Salviaarten mit Hülfe von Insekten. 1866. Ed. Jahrbücher für wissenschaftliche Botanik: 4. 1865- 1866. p. 451-78
- Ueber seine Reisen in Ost-Afrika, 1877
- Ausflug zum Ambergebirge in Nord-Madagaskar, 24 p. 1880
- Ueber Aehnlichkeiten im Pflanzenreich: eine morphologisch-biologische Betrachtung. Ed. W. Engelmann, 66 p. 1902

## Onori

### Eponimi

#### Botanica
- (Buxaceae) Buxus hildebrandtii Baill[1].
- (Euphorbiaceae) Macaranga hildebrandtii Pax & K.hoffm[2].

### Zoologia
- Lamprotornis hildebrandti (Storno hildebrandtii)

- Pternistis hildebrandti (francolín hildebrandti), Entrambi  scoperti in Kenya, nei Grandi Laghi Africani.[3]

## Fonte
- Zander, R; Fritz Encke, Günther Buchheim, Siegmund Seybold (eds.) Handwörterbuch der Pflanzennamen. 13ª ed. Ulmer Verlag, Stuttgart 1984, ISBN 3-8001-5042-5